# Hriadky
Hriadky este o comună slovacă, aflată în districtul Trebišov din regiunea Košice. Localitatea se află la altitudinea de 111 m deasupra n.m., se întinde pe o suprafață de 3,31 km2 și în 2017 număra 453 de locuitori.

## Istoric
Localitatea Hriadky este atestată documentar din 1320.

## Demografie
| An:                | 1994 | 2004    | 2014   | 2024   |
| ------------------ | ---- | ------- | ------ | ------ |
| Număr de persoane: | 518  | 466     | 462    | 416    |
| Diferență:         |      | −10,03% | −0,85% | −9,95% |

| An:                | 2023 | 2024   |
| ------------------ | ---- | ------ |
| Număr de persoane: | 423  | 416    |
| Diferență:         |      | −1,65% |